# 알렉산드라 사두아카소바
알렉산드라 탈가토브나 사두아카소바(러시아어: Александра Талгатовна Садуакасова, 2002년 9월 10일~)는 카자흐스탄의 사격 선수로 주 종목은 러닝타겟이다. 

## 경력
알마티 출신으로 2019년에 카자흐스탄 국가대표로 발탁되었다. 같은 해 11월에 카타르 도하에서 열린 2019년 아시아 선수권 대회에서 10m 러닝타겟 종목 10위에 올랐고 10m 러닝타겟 혼성 단체전 동메달을 획득했다.
2021년 9월 자국 카자흐스탄 심켄트에서 열린 2021년 아시아 공기총 선수권 대회에 참가하여 10m 러닝타겟 혼성전에서 대표팀 동료인 주흐라 이르나자로바의 뒤를 이어 은메달을 획득했다. 이듬해인 2022년 8월에는 프랑스 샤토루에서 열린 2022년 세계 러닝타겟 선수권 대회에 참가했으며 여자 주니어 부문과  혼성 주니어 부문 우승을 차지했다.
2023년 8월 아제르바이잔 바쿠에서 열린 2023년 세계 선수권 대회에 참가했다. 이 대회 러닝타겟 혼성전에서 주흐라 이르나자로바를 꺾으며 금메달을 차지하는 등 대회에서 금메달 1개, 은메달 3개를 획득했다.